# Länsväg 251
Länsväg 251 var en primär länsväg som existerade under perioden 1945-1985. Den ursprungliga sträckningen, då under namnet länshuvudväg 251, hade sin södra ändpunkt i Tumbo vid rikshuvudväg 6 strax väster om Eskilstuna. Den gick sedan via Horn till Kolbäck vid rikshuvudväg 11. Därifrån fortsatte den utmed Kolbäcksån via Ramnäs och Virsbo fram till Ängelsberg. Där vek den av från Kolbäcksåns huvudfåra för att via Hästbäck och Norberg så småningom ansluta till rikshuvudväg 12 vid Brunna strax sydost om Hedemora. 
Vid den stora omnumreringen av riks- och länsvägar 1962 delades den tidigare väg 251 upp på ett flertal nya vägnummer. Delen Tumbo-Horn kom att ingå i den nya riksväg 58. Avsnittet Horn-Ramnäs bildade länsväg 252. Delen mellan Ramnäs och Virsbo ingick från och med detta i den nybildade riksväg 65. Mellan Virsbo och Hedemora förblev vägen nummer 251 ännu en tid, dock samskyltad med länsväg 256 på sträckan Ängelsberg-Hästbäck. 
I samband med att riksväg 65 byggdes i ny sträckning på västra sidan av Kolbäcksån mellan Ramnäs och Virsbo några år senare, slopades numret även på delen Virsbo-Ängelsberg, som blev övrig länsväg U668 (dock ännu en tid skyltad med nummer) samt Ängelsberg-Hästbäck som nu endast skyltades som länsväg 256. 1985, då en större förändring av vägnumreringen gjordes, försvann så väg 251 helt från vägkartorna. Hästbäck-Norberg blev nu en del av länsväg 256 och Norberg-Hedemora en sydlig förlängning av länsväg 270. Den sistnämnda delen ingår från hösten 2012 i den nybildade riksväg 69.